# Кадошкинский район
Кадо́шкинский райо́н (мокш. Кадажень аймак) — административно-территориальная единица (район) и муниципальное образование (муниципальный район) в составе Республики Мордовия Российской Федерации.
Административный центр — рабочий посёлок Кадошкино.

## География
Кадошкинский район находится в центральной части Республики Мордовия, в северной лесостепи Приволжской возвышенности.
Месторождения: кирпичных глин (Кадошкинское, Кадошкинское-2), кирпичных суглинков (Юматовское). Эксплуатационные запасы подземных вод 46,5 тыс. м3/сут.
По юго-восточной части района протекает его основная река — Исса. Кроме неё здесь протекают реки Сивинь, Потиж.
Почвы: чернозёмы (26 %), серые лесные (43), пойменные (16 %).
Растительность: преобладают широколиственные леса. Под лесами — 30,7 %, под кустарниками — 0,9 % площади района.

## История
Кадошкинский район как самостоятельная административная единица имеет две даты рождения. Первый раз района он получил 25 января 1935 года, когда на основании постановления ЦИК РСФСР от 6 января был образован в составе 24 сельских Советов: Гористовского, Александровского, Высокинского, Латышовского, Потижско-Острожского, Унуевско-Майданского, Пушкинского, Экономическо-Полянского, Большеполянского, Новлейского, Леплейского, Яндовищенского Инсарского района; Паевского, Новопшеневского, Сиалеевско-Майданского, Чекашево-Полянского, Старопшеневского Ковылкинского района; Куликовского, Парцынского Рузаевского района; Мордовско-Авгурского, Второожгинского, Шуварского и Нагаевского Старошайговского района.
Во всем районе тогда было 57 колхозов. Общая численность населения в Кадошкинском районе составляла 43 441 человек, из них русских — 26 255, мордвы — 12 537, татар — 4649.
11 февраля 1944 года часть территории Кадошкинского района была передана в новый Болдовский район.
11 марта 1959 года к Кадошкинскому району была присоединена часть территории упразднённого Болдовского района.
14 декабря 1962 года указом Президиума Верховного Совета Мордовской АССР Кадошкинский район был упразднён. Указом 19 января 1963 года территория района была распределена между Ковылкинским, Рузаевским и Старошайговским сельскими районами. Указом 9 марта 1964 некоторые сельсоветы и бывший райцентр были перераспределены в новый Инсарский сельский район.
Второе рождение Кадошкинского района 27 мая 1991 года, которое утверждено Указом Президиума Верховного Совета РСФСР, где говорится: «Утвердить произведённое Президиумом Верховного Совета Мордовской ССР образование Кадошкинского района с административным центром в рабочем поселке Кадошкино за счёт части Инсарского района..». Таким образом, Кадошкинский район оказался значительно меньшим по сравнению с прежним. Девять сельских и один поселковый Советы объединили 25 населённых пунктов.

## Население
| \| 1991 \| 2001 \| 2002[7] \| 2005[8] \| 2006[8] \| 2007[8] \| 2008[8] \| 2009[9] \| \| -------- \| -------- \| -------- \| -------- \| -------- \| -------- \| -------- \| -------- \| \| 11 074 \| ↘10 063 \| ↘9484 \| ↘8988 \| ↘8737 \| ↘8410 \| ↘8170 \| ↘7917 \| \| 2010[7] \| 2011[10] \| 2012[11] \| 2013[12] \| 2014[13] \| 2015[14] \| 2016[15] \| 2017[16] \| \| ↗7970 \| ↘7883 \| ↘7725 \| ↘7613 \| ↘7454 \| ↘7253 \| ↘7084 \| ↘6958 \| \| 2018[17] \| 2019[18] \| 2020[19] \| 2021[4] \| \| \| \| \| \| ↘6769 \| ↘6587 \| ↘6373 \| ↗6922 \| \| \| \| \| 2500 5000 7500 10 000 12 500 15 000 2006 2011 2016 2021 |         |       |       |       |       |       |       |
| 1991 | 2001    | 2002  | 2005  | 2006  | 2007  | 2008  | 2009  |
| 11 074 | ↘10 063 | ↘9484 | ↘8988 | ↘8737 | ↘8410 | ↘8170 | ↘7917 |
| 2010 | 2011    | 2012  | 2013  | 2014  | 2015  | 2016  | 2017  |
| ↗7970 | ↘7883   | ↘7725 | ↘7613 | ↘7454 | ↘7253 | ↘7084 | ↘6958 |
| 2018 | 2019    | 2020  | 2021  |       |       |       |       |
| ↘6769 | ↘6587   | ↘6373 | ↗6922 |       |       |       |       |

### Урбанизация
В городских условиях (рабочий посёлок Кадошкино) проживают 57,21 % населения района.

## Административное деление
В Кадошкинский район как административно-территориальную единицу входят 1 рабочий посёлок (пгт) и 5 сельсоветов.
В муниципальный район, в рамках организации местного самоуправления, входят 6 муниципальных образований, в том числе 1 городское поселение и 5 сельских поселений.
Сельсоветы одноимённы образованным в их границах сельским поселениям, а рабочий посёлок — городскому поселению.
| № | Муниципальное образование          | Административный центр    | Количество населённых пунктов | Население (чел.) | Площадь (км²) |
| - | ---------------------------------- | ------------------------- | ----------------------------- | ---------------- | ------------- |
| 1 | Кадошкинское городское поселение   | рабочий посёлок Кадошкино | 6                             | ↘3998            | 129,34        |
| 2 | Адашевское сельское поселение      | село Адашево              | 1                             | ↗508             | 36,79         |
| 3 | Большеполянское сельское поселение | село Большая Поляна       | 2                             | ↗552             | 39,94         |
| 4 | Латышовское сельское поселение     | село Латышовка            | 4                             | ↗612             | 79,73         |
| 5 | Паёвское сельское поселение        | село Паёво                | 2                             | ↗653             | 51.89         |
| 6 | Пушкинское сельское поселение      | село Пушкино              | 6                             | ↗599             | 274,95        |

Первоначально в муниципальном районе в 2005 году было образовано 12 муниципальных образований, в том числе 1 городское поселение и 11 сельских поселений. Последним соответствовали 11 сельсоветов.
Законом от 27 ноября 2008 года, было упразднено Картлейское сельское поселение (сельсовет), а его населённые пункты были включены в Латышовское сельское поселение (сельсовет).
Законом от 12 марта 2009 года, было упразднено Высокинское сельское поселение (сельсовет), а его населённые пункты были включены в Кадошкинское городское поселение (рабочий посёлок Кадошкино); также были упразднены Инсарское, Нагаевское и Сиалеевско-Майданское сельские поселения (сельсоветы), а все их населённые пункты были включены в Пушкинское сельское поселение (сельсовет).
Законом от 24 апреля 2019 года, было упразднено Глушковское сельское поселение (сельсовет), а его населённые пункты были включены в Паёвское сельское поселение (сельсовет).

### Населённые пункты
В Кадошкинском районе 21 населённый пункт.
| №  | Населённый пункт   | Тип             | Население | Муниципальное образование          |
| -- | ------------------ | --------------- | --------- | ---------------------------------- |
| 1  | Адашево            | село            | ↗508      | Адашевское сельское поселение      |
| 2  | Большая Поляна     | село            | ↘533      | Большеполянское сельское поселение |
| 3  | Винокуровский      | посёлок         | ↘10       | Кадошкинское городское поселение   |
| 4  | Высокая            | деревня         | ↘27       | Кадошкинское городское поселение   |
| 5  | Глушково           | село            | ↘225      | Паёвское сельское поселение        |
| 6  | Гористовка         | село            | ↘0        | Кадошкинское городское поселение   |
| 7  | Инсар              | посёлок         | ↘167      | Пушкинское сельское поселение      |
| 8  | Кадошкино          | рабочий посёлок | ↘3960     | Кадошкинское городское поселение   |
| 9  | Картлей            | деревня         | ↘77       | Латышовское сельское поселение     |
| 10 | Латышовка          | село            | ↘578      | Латышовское сельское поселение     |
| 11 | Нагаево            | село            | ↘191      | Пушкинское сельское поселение      |
| 12 | Насакан Потьма     | деревня         | ↘32       | Большеполянское сельское поселение |
| 13 | Новая Жизнь        | посёлок         | ↘1        | Пушкинское сельское поселение      |
| 14 | Паёво              | село            | ↘298      | Паёвское сельское поселение        |
| 15 | Парцы              | деревня         | ↘3        | Кадошкинское городское поселение   |
| 16 | Потижская Слобода  | село            | ↘28       | Латышовское сельское поселение     |
| 17 | Приволье           | посёлок         | ↘1        | Пушкинское сельское поселение      |
| 18 | Пушкино            | село            | ↘221      | Пушкинское сельское поселение      |
| 19 | Сиалеевский Майдан | село            | ↘74       | Пушкинское сельское поселение      |
| 20 | Ушлейка            | посёлок         | ↘3        | Латышовское сельское поселение     |
| 21 | Ховань             | посёлок         | ↘0        | Кадошкинское городское поселение   |

### Упразднённые населённые пункты
В 2011 году упразднены посёлок Новые Авгуры и деревни Экономические Полянки, Студёный Ключ.

## Экономика
Район агропромышленный. Промышленные предприятия находятся в Кадошкине. Доля промышленной продукции в 2001 г. составляла 1,6 % республиканского объёма. Преобладает светотехническая промышленность (91 %). Многие экономические успехи района связаны с промышленным предприятием — ОАО «Кадошкинский электротехнический завод», который входит в число наиболее крупных и технически развитых предприятий Мордовии.
На 1 января 2001 г. в Кадошкинском районе действовали 9 СХПК, 19 К(Ф)Х. Всего земель 29,8 тыс. га, в том числе 25,2 тыс. га сельскохозяйственных угодий, из них 21,5 тыс. — пашни, 0,4 тыс. — сенокосов, 3,3 тыс. — пастбищ, 0,01 тыс. га — многолетних насаждений. Сельскохозяйственные предприятия Кадошкинского района производят зерно, мясо, молоко.

## Инфраструктура
По территории района проходит Куйбышевская железная дорога. На 1 января 2001 г. в районе функционировали 14 общеобразовательных школ, 3 дошкольных учреждения, 13 библиотек, 13 клубных учреждений, 1 больница, 1 врачебная амбулатория, 10 фельдшерских и фельдшерско-акушерских пунктов. Издаётся газета «Возрождение».

## Люди
Кадошкинский район — родина Героев Советского Союза М. Т. Антясова, Г. Л. Евишева, П. М. Мещерякова, Н. С. Чапаева, А.Д. Рыбакова
Первые секретари РК КПСС: с 1935 г. — И. И. Кошечкин; 1938 — К. И. Мишин, Н. С. Шишкин; 1941 — П. Я. Есин; 1942 — К. Ф. Бурмистров; 1948 — И. К. Андрианов; 1950 — В. Д. Ильин; 1957 — М. Н. Олухов; с 1962 г. — Л. А. Кессель.
Председатели исполкома: с 1935 г. — Р. К. Михайлов; 1938 — А. Е. Карасёв; 1942 — М. Ф. Жуков; 1945 — Н. С. Волгушев; 1950 — Ф. Н. Кадильников; 1952 — Н. А. Сыркин; 1955 — Н. Ф. Чашин; 1958 — Л. А. Кессель; 1962 — Е. А. Лазарев; с 1991 г. — А. А. Финогеев.
Главы администрации (1992), района (1994): с 1992 г. — Р. У. Резаков; 1996 — Н. Б. Фанакин; 1998 — А. Б. Пронин; с 2001 г. — А. В. Цыбизов; с 2004 г. А. Ф. Колесникова; с 2013 г. — А. В. Чаткин

## Источник
- Энциклопедия Мордовия. А. П. Кочеваткина, Л. Н. Липатова, А. А. Ямашкин.